# Bathyplectes rufiventrator
Bathyplectes rufiventrator är en stekelart som beskrevs av Aubert 1979. Bathyplectes rufiventrator ingår i släktet Bathyplectes och familjen brokparasitsteklar. Inga underarter finns listade.